# Olga Sergejewna Sabelinskaja

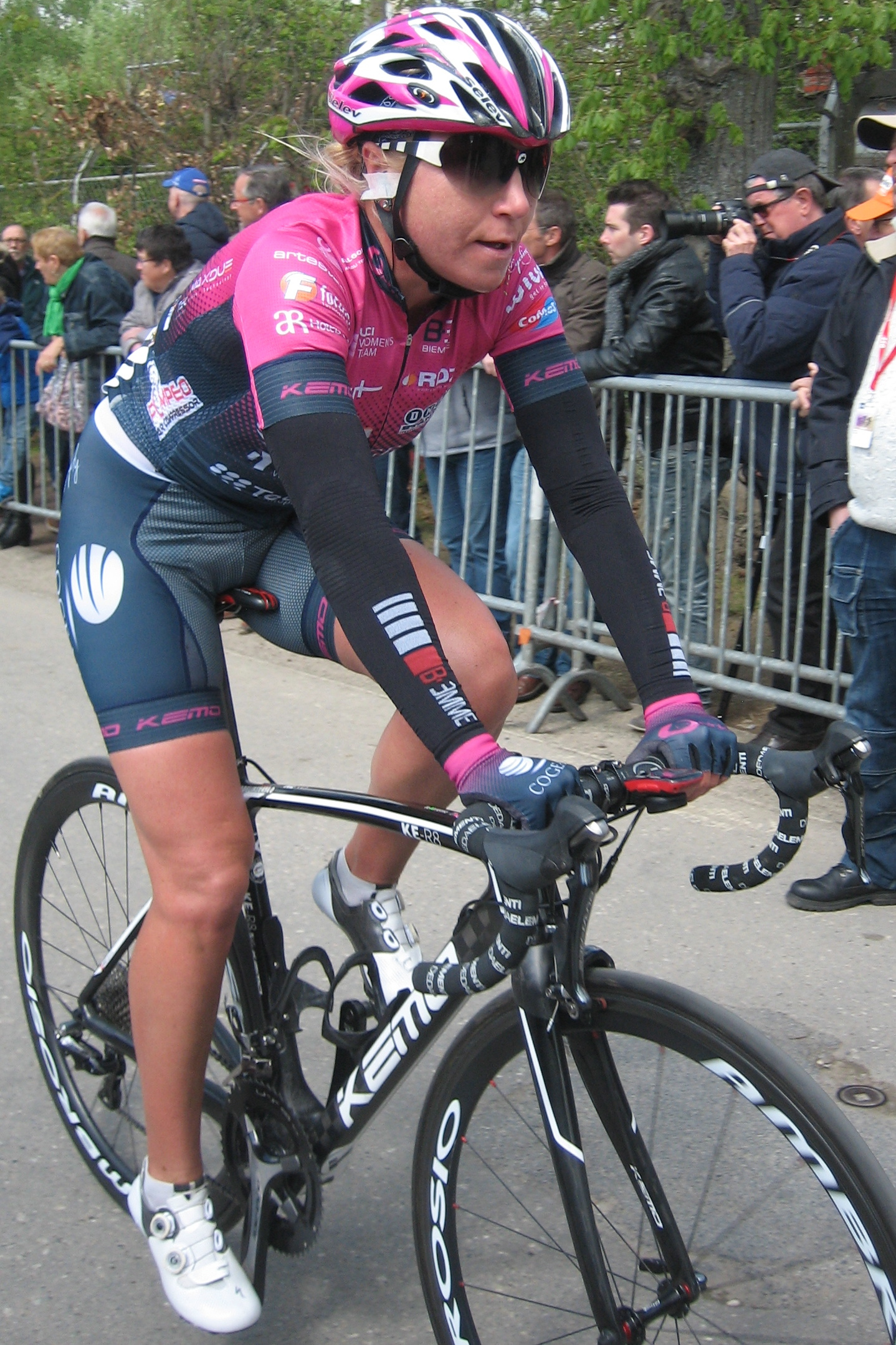
Sabelinskaja bei der Flèche Wallonne 2017

Olga Sergejewna Sabelinskaja (russisch Ольга Сергеевна Забелинская, englisch Olga Zabelinskaya; * 10. Mai 1980 in Leningrad) ist eine usbekische, frühere russische Radrennfahrerin und dreifache Olympiamedaillengewinnerin (2012 und 2016).

## Sportliche Laufbahn
1997 wurde Olga Sabelinskaja Junioren-Weltmeisterin, im Einzelzeitfahren sowie im Punktefahren auf der Bahn. Im Jahr darauf belegte sie bei Junioren-Weltmeisterschaften drei zweite Plätze: im Punktefahren sowie im Straßenrennen und Einzelzeitfahren.
2001 wurde Sabelinskaja Dritte der U-23-Europameisterschaften im Straßenrennen, im Jahr darauf errang sie den Titel der Europameisterin in dieser Disziplin fuhr. 2010 gewann sie die Internationale Thüringen-Rundfahrt der Frauen. Mehrfach wurde sie russische Meisterin. Die Saison 2010 schloss sie als Elfte des UCI-Rankings ab. Bei den Olympischen Spielen 2012 in London gewann sie Bronze im Straßenrennen (hinter der Niederländerin Marianne Vos und der Britin Elizabeth Armitstead) sowie im Einzelzeitfahren.
Ende 2014 beendete Sabelinskaja vorläufig ihre Radsportlaufbahn. Nach Karriereende wurde sie vom russischen Radsportverband im Dezember 2015 von Vorwurf des Dopingmissbrauchs freigesprochen, der auf einem positiven Dopingtest vom Jahresbeginn 2014 herrührte, als sie positiv auf das Stimulans Oktopamin getestet wurde. Die Union Cycliste Internationale legte gegen diese Entscheidung im Januar 2016 Berufung beim Court of Arbitration for Sport ein.
Im Februar 2016 akzeptierte sie eine rückwirkende 18-monatige Dopingsperre. Danach konnte sie bei den Olympischen Sommerspielen in Rio de Janeiro starten. wo sie die Silbermedaille im Einzelzeitfahren errang. Im selben Jahr wurde sie Dritte im Straßenrennen der Straßeneuropameisterschaften.
2018 gewann Sabelinskaja die Tour of Eftalia Hotels & Velo Alanya und die Tour of Thailand, zudem wurde sie ein weiteres Mal russische Meisterin im Einzelzeitfahren und gewann den Chrono des Nations. Im August des Jahres kündigte sie an, sie plane den Verband zu wechseln und künftig für Usbekistan zu starten, da sie wegen der Dopingvorfälle in Russland um ihre Starterlaubnis bei den Olympischen Spielen 2020 in Tokio fürchte.
2019 errang Olga Sabelinskaja bei den Asienmeisterschaften sechs Medaillen: jeweils Gold im Straßenrennen und im Einzelzeitfahren sowie im Punktefahren auf der Bahn, wo sie Platz zwei in der Einerverfolgung und Platz drei im Omnium belegte, sowie mit Ekaterina Knebelewa im Zweier-Mannschaftsfahren ebenfalls Platz drei. Im olympischen Straßenrennen 2021 kam sie auf den neunten Platz. 2022 fuhr sie ihre letzte Saison für Roland Cogeas, einem WorldTour-Team, anschließend fuhr sie für die usbekische Mannschaft Tashkent City. Obwohl sie mit diesen weiterhin Rennen in Europa fuhr, hatte sie ihre Erfolge fast ausschließlich bei asiatischen Wettkämpfen, so gewann sie bei den Asien-Meisterschaften 2023 und 2024 das Einzelzeitfahren, ebenso wie 2023 in den Asienspielen. Auf der dritten Etappe der Tour de Suisse Women 2024 wurde sie disqualifiziert, weil sie sich am Auto ihrer Mannschaft festgehalten hatte. Sie kündigte ihren Rücktritt nach den Olympischen Spielen 2024 an.

## Privates
Olga Sabelinskaja ist die Tochter des Radsport-Olympiasiegers Sergei Suchorutschenkow.

## Erfolge

### Straße
1997
- Junioren-Weltmeisterin – Einzelzeitfahren

1998
- Straßenradsport-Weltmeisterschaften der Junioren – Straßenrennen, Einzelzeitfahren

2001
- UEC-Straßen-Europameisterschaften (U23) – Einzelzeitfahren

2002
- UEC-Straßen-Europameisterschaften (U23) – Einzelzeitfahren

2006
- eine Etappe Tour de l’Aude Cycliste Féminin

2010
- Gesamtwertung Internationale Thüringen-Rundfahrt der Frauen
- Russische Meisterin – Einzelzeitfahren

2012
- Olympische Spiele – Einzelzeitfahren
- Olympische Spiele – Straßenrennen

2015
- Gesamtwertung und eine Etappe Vuelta Internacional Femenina a Costa Rica
- Prolog Vuelta Ciclista Femenina a el Salvador
- eine Etappe Tour of Zhoushan Island

2016
- Olympische Spiele – Einzelzeitfahren
- Europameisterschaft – Einzelzeitfahren
- eine Etappe Internationale Thüringen-Rundfahrt der Frauen

2018
- Gesamtwertung, eine Etappe und Prolog Tour of Eftalia Hotels & Velo Alanya
- Gesamtwertung und Mannschaftszeitfahren Tour of Thailand
- eine Etappe Gracia Orlová
- Ljubljana-Domzale-Ljubljana
- Russische Meisterin – Einzelzeitfahren
- Chrono des Nations

2019
- Aphrodite Cycling Race Individual Time Trial
- „Aphrodite’s Sanctuary“ Cycling Race
- Asienmeisterin – Straßenrennen, Einzelzeitfahren
- Usbekische Meisterin – Straßenrennen, Einzelzeitfahren

2021
- Germenica Grand Prix
- Grand Prix Kayseri

2022
- Islamic Solidarity Games – Einzelzeitfahren, Straßenrennen

2023
- Asienmeisterin – Einzelzeitfahren
- Asienmeisterschaft – Mixed-Staffel
- Grand Prix Kaisareia
- Usbekische Meisterin – Einzelzeitfahren
- Asienspiele – Einzelzeitfahren

2024
- Asienmeisterin – Einzelzeitfahren
- Asienmeisterschaft – Mixed-Staffel

### Bahn
1998
- Bahnradsport-Weltmeisterschaften der Junioren – Punktefahren

2017
- Russische Meisterin – Punktefahren

2019
- Asienmeisterin – Punktefahren
- Asienmeisterschaft – Einerverfolgung
- Asienmeisterschaft – Omnium, Zweier-Mannschaftsfahren (mit Ekaterina Knebelewa)
- Usbekische Meisterin – Omnium

2019/20
- Asienmeisterin – Punktefahren

2021
- Usbekische Meisterin – Punktefahren

2022
- Islamic Solidarity Games – Punktefahren

2023
- Usbekische Meisterin – Omnium, Punktefahren, Zweier-Mannschaftsfahren (mit Margarita Misyurina), Mannschaftsverfolgung (mit Margarita Misyurina, Yanina Kuskova und Nafosat Koziewa)
- Asienmeisterschaft – Punktefahren
- Asienmeisterschaft – Zweier-Mannschaftsfahren (mit Nafosat Koziewa)

2024
- Asienmeisterschaft – Zweier-Mannschaftsfahren (mit Nafosat Koziewa)